# Jair Jurrjens
Jair Francoise Jurrjens (Santa Maria, Curaçao, 29 januari 1986) is een Curaçaose honkballer die uitkomt als rechtshandig pitcher in Amerika en voor het Nederlands honkbalteam.

## Jeugd en opleiding
Jurrjens groeide op in een rustige woonwijk van Willemstad, Kura Piedra als zoon van Carl en Esther Jurrjens in een gezin met drie kinderen. Hij bezocht het Maria Immaculata Lyceum in die stad waar hij uitkwam in het honkbalteam van de school. Ook zijn oudere broer Carl speelde daar honkbal. De vader van Jurrjens, Carl Sr. had in zijn jeugd gehonkbald en later gesoftbald op Curaçao en steunde zijn beide zoons als jeugdcoach en ouder om goed te leren honkballen. Het gezin was altijd fan van de Atlanta Braves geweest, de club waar Jurrjens later voor zou gaan uitkomen. In 2002 maakte Jurrjens deel uit van het Senior League team 15-16 jaar van Curaçao dat de World Series in Bangor in Maine won.

## Minor League
Na zijn middelbare school besloot Jurrjens om te proberen om als professioneel honkballer aan de slag te komen en verliet het eiland om te gaan spelen voor de Detroit Tigers organisatie die hem een contract hadden aangeboden op zeventienjarige leeftijd. Hij was gescout door een Antilliaanse major league scout die Jair en zijn broer Carl gevolgd had. Jair speelde op Curaçao derde honkman terwijl zijn broer die ouder was en een sterkere arm bezat uitkwam als pitcher. Beide broers werden door de scout doorgegeven aan de organisatie van de Detroit Tigers maar men was daar huiverig om de oudste te contracteren aangezien deze doof was en men niet wist of het mogelijk zou zijn om goed met hem te kunnen communiceren. Jair kreeg wel een contract en hij vertelde later dat hij zo hoopte de droom van zijn oudere broer deels waar te maken.

## Major League
Jurrjens doorliep nadat hij een contract kreeg de verschillende niveaus in de Minor League van single A tot triple A en maakte op 15 augustus 2007 zijn debuut in de hoofdmacht van de Detroit Tigers. Eind oktober van dat jaar werd hij verkocht aan de Atlanta Braves en kwam daarvoor uit als startend pitcher. Jurrjens kwam van 2007 tot 2012 uit voor de Atlanta Braves als startend pitcher. Hierna sloot hij een contract met de Baltimore Orioles maar kwam in 2013 slechts enkele wedstrijden uit voor de hoofdmacht. In dat jaar keerde hij terug bij de Detroit Tigers waar hij het seizoen afmaakte in de een na hoogste divisie, Triple A van de Minor League voor hen. Na een kort verblijf bij de Cincinnati Reds werd hij doorverkocht aan de Colorado Rockies waar hij enkele wedstrijden voor de hoofdmacht uitkwam en daarna gezondheidsproblemen met zijn ademhaling kreeg. In 2015 werd hij door hen ontslagen.

## Taiwan
In 2016 speelde hij bij de 7 Eleven Lions op het hoogste niveau in de Taiwanese competitie maar kwam nauwelijks aan wedstrijden toe door een liesblessure.

## Nederlands honkbalteam
In 2017 hoopte Jurrjens zich nadat hij hersteld was weer in de kijker te spelen van Amerikaanse clubs en kwam uit voor het Nederlands Honkbalteam tijdens de World Baseball Classic.. Zijn optreden was succesvol en leverde hem een contract op bij de Los Angeles Dodgers.

## Los Angeles Dodgers
Op 29 maart 2017 tekende Jurrjens een minor league contract bij de Los Angeles Dodgers en werd hij ondergebracht bij het triple A team Oklahoma City Dodgers. Hij pitchte in 11 wedstrijden en won er vier en verloor er drie met een ERA van 4.64. Op 15 juni echter werd hij voor 80 wedstrijden geschorst na een positieve dopingtest voor niet lichaamseigen testosteron.. Testosteron is de vervanging voor anabole steroïden gebruikt om meer kracht te ontwikkelen in de winter om dan later harder te kunnen pitchen in het seizoen. Jurrjens zelf verklaarde echter dat de testosteron in een antidepressivummedicijn zou hebben gezeten dat hij in de winter gebruikte. De KNBSB verklaarde ondanks het onderschrijven van de 100% Dope Free policy dat de speler geen schorsing zou krijgen. De bondsdirecteur bleek niet op de hoogte dat dit geen major league speler betrof tevens Jurrjens had in retrospectief gezien de datum van het World Baseball Classic dopingpositief meegedaan aan dit toernooi en is niet getest.